# نموذج انتشار جوي

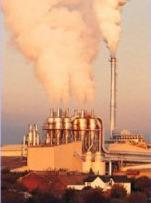
مصدر تلوث للهواء

نمذجة الانتشار الجوي هي محاكاة رياضية لكيفية انتشار ملوثات الهواء في الجو المحيط. تُنفّذ هذه المحاكاة عن طريق برامج حاسوبية تتضمن خوارزميات لحل المعادلات الرياضية التي تسيطر على انتشار الملوثات. تُستخدم نماذج الانتشار لتقدير تركيز الهواء المحيط بالملوثات أو السموم المنبعثة من مصادر مثل المنشآت الصناعية أو حركة السيارات أو الانبعاث الكيميائي العرضي. يمكن استخدامها أيضًا للتنبؤ بالتركيزات المستقبلية في إطار سيناريوهات محددة (أي التغييرات في مصادر الانبعاث)، ولذلك، فهي النوع السائد من النموذج المستخدم في وضع سياسة جودة الهواء. تُعد هذه النماذج مفيدة للغاية للملوثات التي تنتشر على مسافات كبيرة، والتي يمكن أن تتفاعل في الغلاف الجوي. تُستخدم الملوثات ذات التباين المكاني والزمني العالي جدًا (أي ذات المسافة شديدة الانحدار عن تحلل المصدر مثل الكربون الأسود)، والدراسات الوبائية لنماذج الانحدار الإحصائي لاستخدام الأراضي.
تعد نماذج الانتشار مهمة للجهات الحكومية المكلفة بحماية وإدارة جودة الهواء المحيط. تُستخدم النماذج عادةً لتحديد ما إذا كانت المنشآت الصناعية الجديدة القائمة أو المقترحة متوافقة مع المعايير الوطنية لجودة الهواء المحيط في الولايات المتحدة ودول أخرى أو ستلتزم بها. تعمل النماذج أيضًا على المساعدة في تصميم استراتيجيات تحكم فعالة لتقليل انبعاث ملوثات الهواء الضارة. بدأ مكتب مكافحة تلوث الهواء في وكالة حماية البيئة الأمريكية خلال أواخر الستينيات من القرن العشرين مشاريع بحثية من شأنها أن تؤدي إلى تطوير نماذج للاستخدام من قبل مخططي المدن والنقل. طُبِّق برنامج كبير ومهم لنموذج انتشار طرقي نتج عن مثل هذا البحث على الطريق السريع سبادينا إكسبريسواي في كندا في عام 1971.
تُستخدم نماذج انتشار الهواء أيضًا من قِبل جهات السلامة العامة المستجيبة وموظفي إدارة الطوارئ للتخطيط لحالات الطوارئ المتعلقة بالانبعاث الكيميائي العرضي. تُستخدم النماذج لتحديد عواقب الانبعاث العرضي للمواد الخطرة أو السامة، ويمكن أن يؤدي الانبعاث العرضي إلى نشوب حرائق أو تسربات أو انفجارات تحمل بعض المواد الخطرة، مثل المواد الكيميائية أو النويدات المشعة. يمكن أن توفر نتائج نموذج الانتشار، التي تستخدم أسوأ حالات عبارات مصدر الانبعاث العرضي الرياضية وظروف الأرصاد الجوية، تقديرًا للمناطق المتأثرة بموقع الانتشار والتركيزات المحيطة، ويمكن استخدامها لتحديد الإجراءات الوقائية المناسبة في حالة حدوث أي انبعاث. يمكن أن تشمل الإجراءات الوقائية المناسبة الإخلاء أو الاحتماء في نفس المكان للأشخاص الذين يعيشون في اتجاه هبوب الرياح التي تحمل الانبعاث. يُعد هذا النوع من تقييم النتائج أو التخطيط لحالات الطوارئ في المنشآت الصناعية مطلوبًا بموجب قانون الهواء النظيف في الولايات المتحدة المدون في الجزء 68 من المادة 40 من قانون اللوائح الفيدرالية.
تختلف نماذج الانتشار اعتمادًا على الرياضيات المستخدمة لتطوير النموذج، ولكنها تتطلب جميعًا إدخال البيانات التي قد تشمل: 
- ظروف الأرصاد الجوية مثل سرعة واتجاه الرياح، ومقدار الاضطراب في الغلاف الجوي، والذي يتميز بما يسمى «فئة الاستقرار»، ودرجة حرارة الهواء المحيط، ومن قمة إلى قاع أي انقلاب حراري يمكن أن يكون موجودًا، والغطاء السحابي والإشعاع الشمسي.
- عبارة المصدر (تركيز أو كمية السموم في الانبعاث أو عبارات مصدر الانبعاث العرضي الرياضية) ودرجة حرارة المادة.
- انبعاثات أو معايير الانبعاث مثل موقع المصدر وارتفاعه، ونوع المصدر (حريق أو مواسير التنفيس أو الأحواض) وسرعة الخروج، ودرجة حرارة الخروج ومعدل التدفق الكلي أو معدل الانبعاث.
- ارتفاعات الأراضي في موقع المصدر وفي موقع (مواقع) المستقبلات، مثل المنازل والمدارس والشركات والمستشفيات القريبة.
- تحديد موقع وارتفاع وعرض العوائق في حال وجودها (مثل المباني أو الأبنية الأخرى) في مسار انتشار سحب الغاز المنبعثة أو خشونة السطح أو استخدام معيار أكثر شمولية مثل أراضي «الريف» أو «المدينة».

تحتوي العديد من برامج نمذجة الانتشار الحديثة المتقدمة على نموذج معالج تمهيدي لإدخال بيانات الأرصاد الجوية وغيرها من البيانات، وتشمل العديد منها نموذج معالج لاحق (معالج أحداث) لوضع رسم بياني لبيانات المخرجات و/أو وضع مخطط للمنطقة المتأثرة بملوثات الهواء في خرائط. يمكن أن تتضمن مخططات المناطق المتأثرة أيضًا خطوط التساوي التي تُظهر المناطق ذات التركيزات التي تتراوح بين القليلة إلى العالية، والتي تحدد المناطق ذات المخاطر الصحية الأعلى. تعد مخططات خطوط التساوي مفيدة في تحديد الإجراءات الوقائية للعامة والجهات المستجيبة.  

## طبقات الغلاف الجوي
يوجد هناك حاجة ماسة لإجراء نقاش حول الطبقات في الغلاف الجوي للأرض لفهم مكان انتشار الملوثات المحمولة جوًا فيه. تُعرف الطبقة الأقرب إلى سطح الأرض باسم التروبوسفير. تمتد هذه الطبقة من مستوى سطح البحر إلى ارتفاع يُقدر بحوالي 18 كم، وتحتوي على حوالي 80% من كتلة الغلاف الجوي العام. طبقة الستراتوسفير هي الطبقة التالية وتمتد من 18 كم إلى حوالي 50 كم. الطبقة الثالثة هي طبقة الميزوسفير التي تمتد من 50 كم إلى حوالي 80 كم. هناك طبقات أخرى فوق ارتفاع 80 كم، ولكنها عديمة التأثير على نمذجة الانتشار الجوي.
يُسمى الجزء الأدنى من التروبوسفير بالطبقة الحدودية الجوية أو طبقة الحدود الكوكبية. تنخفض درجة حرارة الهواء في الغلاف الجوي كلما ازداد الارتفاع حتى تصل إلى ما يسمى طبقة الانقلاب الحراري (حيث ترتفع درجة الحرارة مع زيادة الارتفاع) التي تغطي طبقة الحدود ذات الحمل الحراري، والتي عادةً ما تكون في ارتفاع يتراوح بين 1.5 إلى 2.0 كم. يُسمى الجزء العلوي من التروبوسفير (أي فوق طبقة الانقلاب) بالتروبوسفير الحر ويمتد حتى التربوبوز (الحد في الغلاف الجوي للأرض بين التروبوسفير والستراتوسفير). يمكن أن تضم طبقة الحمل الحراري الحر طبقة التروبوسفير بأكملها، في خطوط العرض الاستوائية وخطوط العرض الوسطى خلال النهار، والتي يتراوح ارتفاعها بين 10-20 كم في نطاق التقارب بين المدارين.
تُعتبر طبقة الحدود الكوكبية من أهم العوامل التي تتعلق بانبعاث الملوثات المحمولة جوًا ونقلها وانتشارها. يُعرف جزء هذه الطبقة الذي يوجد بين سطح الأرض وقاع طبقة الانقلاب الحراري باسم طبقة الخلط. تُنقل معظم الملوثات المحمولة جوًا المنبعثة في الجو المحيط وتنتشر داخل طبقة الخلط. تخترق بعض الانبعاثات طبقة الانقلاب وتدخل في طبقة التروبوسفير الحر فوق طبقة الحدود الكوكبية.
باختصار، تشمل طبقات الغلاف الجوي للأرض بدءًا من سطح الأرض إلى الأعلى: طبقة الحدود الكوكبية المكونة من طبقة الخلط المغطاة بطبقة الانقلاب، وطبقة التروبوسفير الحر، وطبقة الستراتوسفير، وطبقة الميزوسفير وغيرهم. يشار إلى العديد من نماذج الانتشار في الغلاف الجوي بنماذج الطبقة الحدودية لأنها تُعد نموذجًا أساسيًا لانتشار ملوثات الهواء داخل طبقة الحدود الكوكبية. تتميز النماذج المشار إليها باسم نماذج الميزوسكيل بقدرات على نمذجة الانتشار التي تمتد أفقياً حتى بضع مئات من الكيلومترات لتجنب الاختلاط. هذا لا يعني بأنها تمثل نموذج الانتشار في طبقة الميزوسفير. 